# KNVB-Pokal 1900/01
Der KNVB-Pokal 1900/01 war die dritte Auflage des niederländischen Fußball-Pokalwettbewerbs. Pokalsieger wurde HBS Craeyenhout. Das Team setzte sich im Finale gegen RAP Amsterdam durch.

## Modus
Alle Begegnungen wurden in einem Spiel ausgetragen. Bei unentschiedenem Ausgang wurde zur Ermittlung des Siegers eine Verlängerung von zweimal 7½ Minuten gespielt. Stand danach kein Sieger fest, folgte eine weitere Verlängerung von zweimal 7½ Minuten. War danach immer noch keine Entscheidung gefallen, wurde das Spiel auf dem Platz des Gegners wiederholt. Wenn auch das drittes Spiel unentschieden endete, ging es in die Verlängerung, bis ein Tor fiel.

## 1. Runde

### Distrikt 1
| Datum      |                        | Ergebnis  |                 |
| ---------- | ---------------------- | --------- | --------------- |
| 04.11.1900 | EFC Prinses Wilhelmina | 3:1       | Swift Amsterdam |
| 04.11.1900 | Volharding Amsterdam   | 3:2 n. V. | Vitesse Arnheim |
| 04.11.1900 | AFC Quick 1890         | 2:1       | AVV Amsterdam   |

### Distrikt 2
| Datum      |                 | Ergebnis  |                    |
| ---------- | --------------- | --------- | ------------------ |
| 04.11.1900 | Quick Amsterdam | 6:1       | Hollandia Den Haag |
| 04.11.1900 | RAP Amsterdam   | 2:1       | Steeds Voorwaarts  |
| 04.11.1900 | EDO Amsterdam   | 1:1 n. V. | Koninklijke HFC    |
| 04.11.1900 | Koninklijke HFC | 3:2       | EDO Amsterdam      |

### Distrikt 3
| Datum      |                     | Ergebnis |                |
| ---------- | ------------------- | -------- | -------------- |
| 04.11.1900 | HBS Craeyenhout     | 4:1      | Ajax Leiden    |
| 04.11.1900 | HVV Den Haag        | 12:00    | Quick Den Haag |
| 04.11.1900 | DSV Concordia Delft | 0:3      | HFC Haarlem    |

### Distrikt 4
| Datum      |                     | Ergebnis  |                     |
| ---------- | ------------------- | --------- | ------------------- |
| 04.11.1900 | Rapiditas Rotterdam | 3:2 n. V. | Olympia Rotterdam   |
| 04.11.1900 | Achilles Rotterdam  | 1:2       | Celeritas Rotterdam |
| 04.11.1900 | Olympia Middelburg  | 0:3       | Dordrechtsche FC    |
|            | CVV Velocitas Breda | Freilos   |                     |

## 2. Runde
| Datum      |                      | Ergebnis |                        |
| ---------- | -------------------- | -------- | ---------------------- |
| 02.12.1900 | AFC Quick 1890       | 4:0      | EFC Prinses Wilhelmina |
| 02.12.1900 | Quick Amsterdam      | 1:5      | Koninklijke HFC        |
| 02.12.1900 | HBS Craeyenhout      | 5:4      | HVV Den Haag           |
| 02.12.1900 | Rapiditas Rotterdam  | 2:1      | CVV Velocitas Breda    |
| 06.01.1901 | Celeritas Rotterdam  | 01:2 1   | Dordrechtsche FC       |
|            | Volharding Amsterdam | Freilos  |                        |
|            | RAP Amsterdam        | Freilos  |                        |
|            | HFC Haarlem          | Freilos  |                        |

## Viertelfinale
| Datum      |                      | Ergebnis  |                     |
| ---------- | -------------------- | --------- | ------------------- |
| 27.01.1901 | HFC Haarlem          | 2:1 n. V. | Rapiditas Rotterdam |
| 27.01.1901 | Volharding Amsterdam | 0:0 n. V. | AFC Quick 1890      |
| 10.02.1901 | HBS Craeyenhout      | 2:1       | Koninklijke HFC     |
| 03.03.1901 | Dordrechtsche FC     | 1:3 n. V. | RAP Amsterdam       |
| 17.03.1901 | Volharding Amsterdam | 06:2 1    | AFC Quick 1890      |

## Halbfinale
| Datum      |                 | Ergebnis |                      |
| ---------- | --------------- | -------- | -------------------- |
| 24.03.1901 | HBS Craeyenhout | 6:2      | HFC Haarlem          |
| 24.03.1901 | RAP Amsterdam   | 6:0      | Volharding Amsterdam |

## Finale
| HBS Craeyenhout                    | HBS Craeyenhout | RAP Amsterdam | RAP Amsterdam |
| ---------------------------------- | --- | --- | ------------- |
| HBS Craeyenhout                    | \| 28. April 1901 in Koekamp, Haarlem \| \| Ergebnis: 4:3 (1:1) 1 \| \| Schiedsrichter: Coster \| \| Spielbericht \| | \| 28. April 1901 in Koekamp, Haarlem \| \| Ergebnis: 4:3 (1:1) 1 \| \| Schiedsrichter: Coster \| \| Spielbericht \| | RAP Amsterdam |
| HBS Craeyenhout                    | 1:0 Bekker 2:2 Bekker 3:3 Glaser 4:3 Lagerwey                                                                        | 1:1 Kampschreur 1:2 Hartoch 2:3 Glaser                                                                               | RAP Amsterdam |
| 28. April 1901 in Koekamp, Haarlem | | |               |
| Ergebnis: 4:3 (1:1) 1              | | |               |
| Schiedsrichter: Coster             | | |               |
| Spielbericht                       | | |               |